# تقرير سباك
تقرير سباك أو تقرير بروكسل بشأن السوق المشتركة العامة هو التقرير الذي أعدته لجنة سباك ‏ في عام 1956، حيث قدمت اللجنة الحكومية الدولية برئاسة بول هنري سباك تقريرها النهائي في 21 أبريل 1956 إلى حكومات الدول الأعضاء في المجموعة الأوروبية للفحم والصلب.
شكّل التقرير حجر الزاوية للمؤتمر الحكومي الدولي بشأن السوق المشتركة واليوراتوم في فال دوتشيس في عام 1956 وأدى إلى التوقيع في 25 مارس 1957 على معاهدات روما المنشئة للمجموعة الاقتصادية الأوروبية والجماعة الأوروبية للطاقة الذرية.

## الملخص
خلص تقرير سباك إلى أن التكامل القطاعي للاقتصادات الأوروبية سيكون صعباً. وبدلاً من ذلك، ظهر أن التكامل الأفقي للاقتصاد، من خلال الإزالة التدريجية للحواجز التجارية، هو السبيل إلى الاستمرار. وكان الهدف أن يتحقق من خلال إنشاء اتحاد جمركي.
وفيما يتعلق بتكامل قطاعات الطاقة، كان هناك موقف مختلف فيما يتصل بالطاقة النووية عن الموقف بخصوص مصادر الطاقة الهيدروكربونية (النفط والفحم). حيث كان تكامل قطاع الطاقة النووية الأوروبي أمراً مرغوباً فيه نظراً للتكاليف المترتبة عليه، والتي تتجاوزت القدرة المالية للدول بشكل منفرد، وبالتالي فإن دمج تطوير الطاقة النووية على مستوى فوق وطني يعني تقاسم التكاليف بشكل أكثر كفاءة لتطوير الطاقة النووية. بينما على مستوى الطاقة الهيدروكربونية كان دمج مصادر الطاقة على مستوى فوق وطني أقل جدوى، حيث كانت هذه المصادر للطاقة تُدار بشكل رئيسي من قبل شركات متعددة الجنسيات . وبدا دمج الكهرباء والغاز الطبيعي غير ذي صلة، حيث تم توزيعهما على المستوى الوطني فقط.